# Utubering
Utubering byl festival české YouTube scény, setkání youtuberů se svými fanoušky při doprovodu hudebního a dalšího programu. V době covidu, byla akce přesunuta na rok 2023. V roce 2023 byla ale oznámena změna, kdy se Utubering stal součástí festivalu Starfest. Tímto byl oznámen oficiální konec Utuberingu a nahradil ho tak festival Starfest, který se konal na jaře roku 2023.

## Ročníky

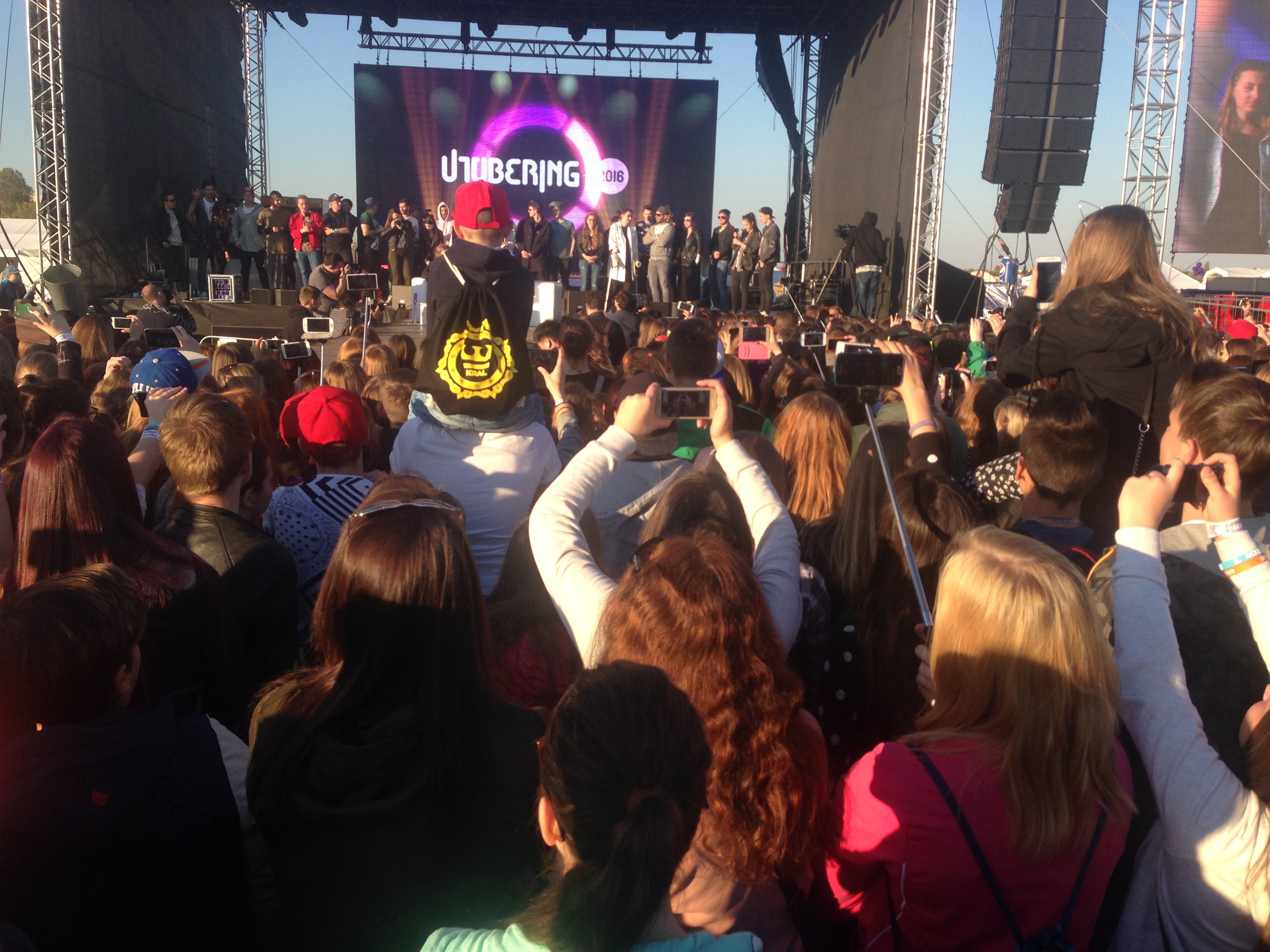
Pražský Utubering v roce 2016

### 2015
První ročník se konal v červnu 2015 na letňanském výstavišti v Praze, kde se jej zúčastnilo 20 tisíc diváků, především dětí a teenagerů s doprovodem rodičů, kteří měli vstup zdarma. Členil se do čtyř tematických zón – gaming, fashion, entertainment, kde se účastníci mohli potkat s youtubery a účastnit se jejich programu. Ve čtvrté zóně se konaly koncerty hudebních skupin a interpretů, vystoupili zde Mandrage, Majk Spirit, Slza, Paulie Garand, Voxel, ATMO music, Lipo, Light&Love nebo Johny Machette. Návštěvníci festivalu kritizovali dlouhé čekací lhůty jak na setkání s youtubery, tak na občerstvení.
Součástí programu bylo vyhlášení cen Utubering Awards, které se rozdělovaly dle hlasování návštěvníků. Nejoblíbenějším youtuberem se stal GoGoManTV, youtuberkou Teri Blitzen, hudební cenu televize Óčko vyhrála kapela Slza.

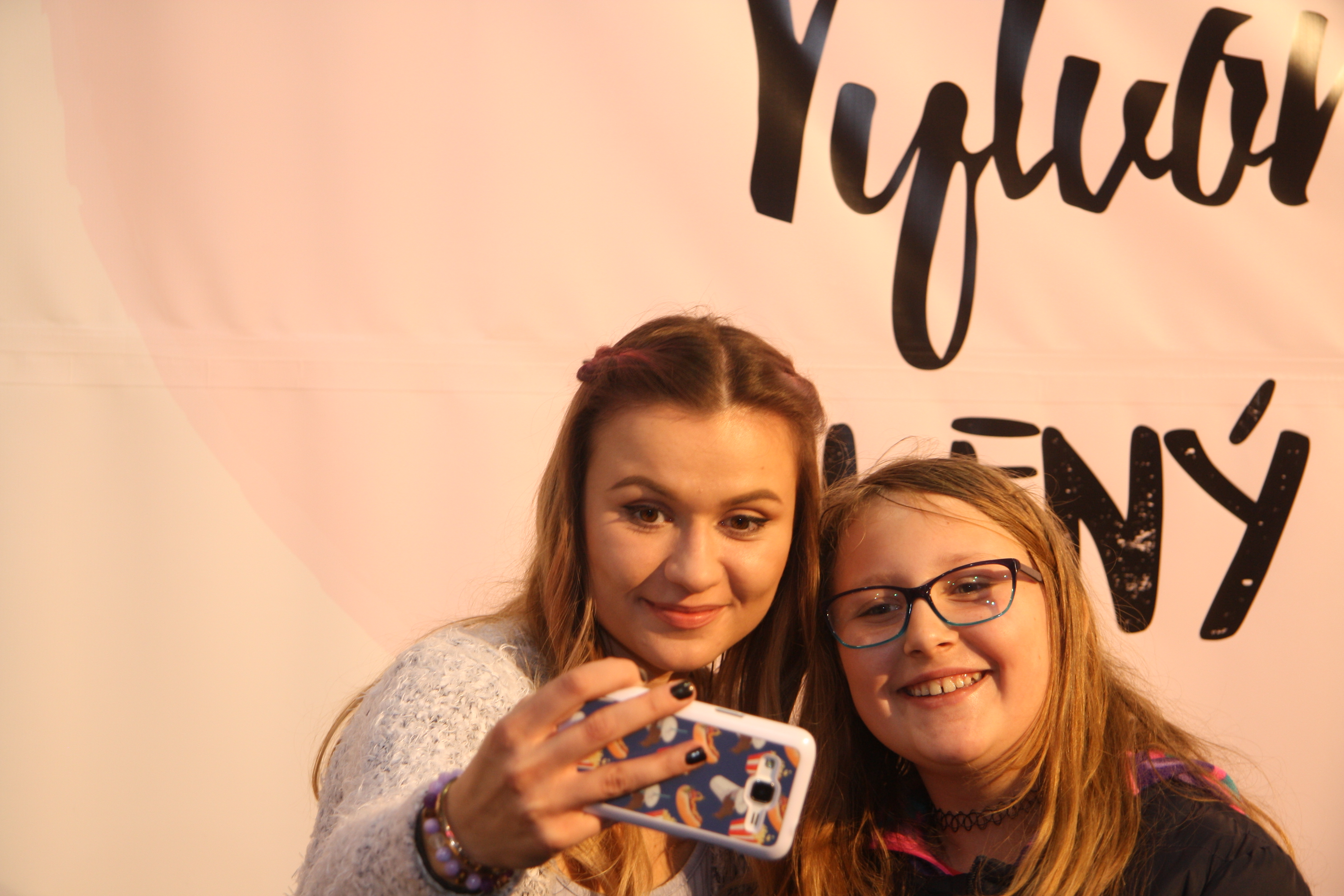
LucyPug (vlevo) na pražském Utuberingu v roce 2017

### 2016
V roce 2016 se festival uskutečnil 29. dubna v Praze a 6. května v Brně.

### 2017
V roce 2017 se festival uskutečnil 29. dubna v Praze a 6. května v Brně. Na brněnský Utubering zavítalo necelých 10 tisíc návštěvníků. Pražský Utubering tohoto roku byl deštivý a nejchladnější ze všech doposavadních ročníků.

### 2018
V roce 2018 se festival uskutečnil 28. dubna v Praze a 5. května v Brně. Na pražský utubering zavítalo necelých 28 000 lidí.[zdroj?]

### 2019
V roce 2019 se festival uskutečnil 27. dubna v Praze a 5. května v Brně. Tento Utubering měl přes 40 programů na všech 6 stagích a měl nejbohatší program.[zdroj?]